# Kari Whitman
Kari Whitman (parfois créditée sous le nom de Kari Kennell), née le 21 juin 1964 à Colorado Springs, est une actrice américaine. 

## Biographie
Kari Whitman a été playmate en février 1988 pour le magazine de charme américain Playboy.
Elle est apparue dans plusieurs séries télévisées comme Mariés, deux enfants, Les Dessous de Palm Beach , Nash Bridges et X-Files : Aux frontières du réel.
En 2007, elle a présenté sa propre émission à la télévision américaine :  Designer To The Stars: Kari Whitman.
Elle milite activement par le biais de l'association PETA pour la protection des animaux.

## Filmographie

### Cinéma
- 1987 : Le Flic de Beverly Hills 2, de Tony Scott : La playmate
- 1987 : Masterblaster (L'exterminateur) de J.R. Wilder :  Jennifer
- 1989 : Phantom of the Mall : Eric's Revenge de R. Friedman : Melody Austin
- 1990 : Men at Work, d'Emilio Estevez : Judy
- 1993 : Chained Heat : enchaînées, de Lloyd A. Simandl : Suzanne Morrison
- 1994 : Force to Kill de Russel Solberg : Heather
- 1998 : Something to Believe In de J. Hough : Justine

### Télévision
- 1986 : Charley Hannah
- 1989 : Mariés, deux enfants de Ron Leavitt et Michael Moye : Muffy
- 1990 : Camp Cucamonga : Patty
- 1990 : They Came From Outer Space : Lacey
- 1991 : Deadly Medicine
- 1993 : Dangerous Curves : Jannis Starke
- 1993 : In Living Color
- 1993 : Le Rebelle
- 1993 : Alerte à Malibu de Michael Berk, Douglas Schwartz et Gregory J. Bonann : Melinda
- 1994 : Les Dessous de Palm Beach : Marilyn Peters
- 1995 : The Great Defender : Melanie
- 1995 : Charlie Grace : Adele
- 1995 : Arabesque : Marge Deaver
- 1996 : Mr. and Mrs. Smith : Haley Rodgers Johnson
- 1998 : New York Police Blues : Nadine
- 1998 : Nash Bridges : Sydney Greer
- 2002 : X-Files : Aux frontières du réel de Chris Carter : Roxanne
- 2004 : Dude Room : Designer